# Za sada bez dobrog naslova
Za Sada Bez Dobrog Naslova (serbi: Una pel·lícula sense nom) és una pel·lícula dramàtica iugoslava de 1988 dirigida per Srđan Karanović.
Va guanyar el premi Tulipa d'Or al Festival Internacional de Cinema d'Istanbul el 1989.

## Argument
En una ciutat de Kosovo, es va acabar brutalment amb l'amor entre una dona sèrbia i un albanès. El director de la capital surt amb una càmera de vídeo per filmar els participants de l'acte, la feina dels cossos d'investigació i les famílies dels amants. La història es desenvolupa a través de l'entrellaçat de diverses capes: registres oficials de televisió, vídeos personals del director, el seu intent de fer un llargmetratge a partir del material. Cadascú té la seva pròpia actitud sobre aquest esdeveniment, la seva pròpia visió i dona els seus consells per a la millor solució.

## Repartiment
- Meto Jovanovski : Reditelj
- Mira Furlan : Glumica
- Sonja Jaceveska
- Čedomir Orobabić : Miroljub
- Boro Begović
- Eva Ras
- Jelica Sretenović
- Mladen Andrejević